# Couple dans l'Égypte antique
Il existe de nombreuses représentations de couple dans l'Égypte antique, essentiellement sous forme de groupe statuaire.
Présentations selon l'ordre alphabétique (nom du mari)

## Amenopé et sa femme
| M17 | Y5 · N35 | M17 | Q3 · X1 · O45 |

| M17 | Y5 · N35 | M17 | Q3 · X1 · O45 |

| M17 | Y5 · N35 | M17 | Q3 · X1 · O45 |

| M17 | Y5 · N35 | M17 | Q3 · X1 · O45 |

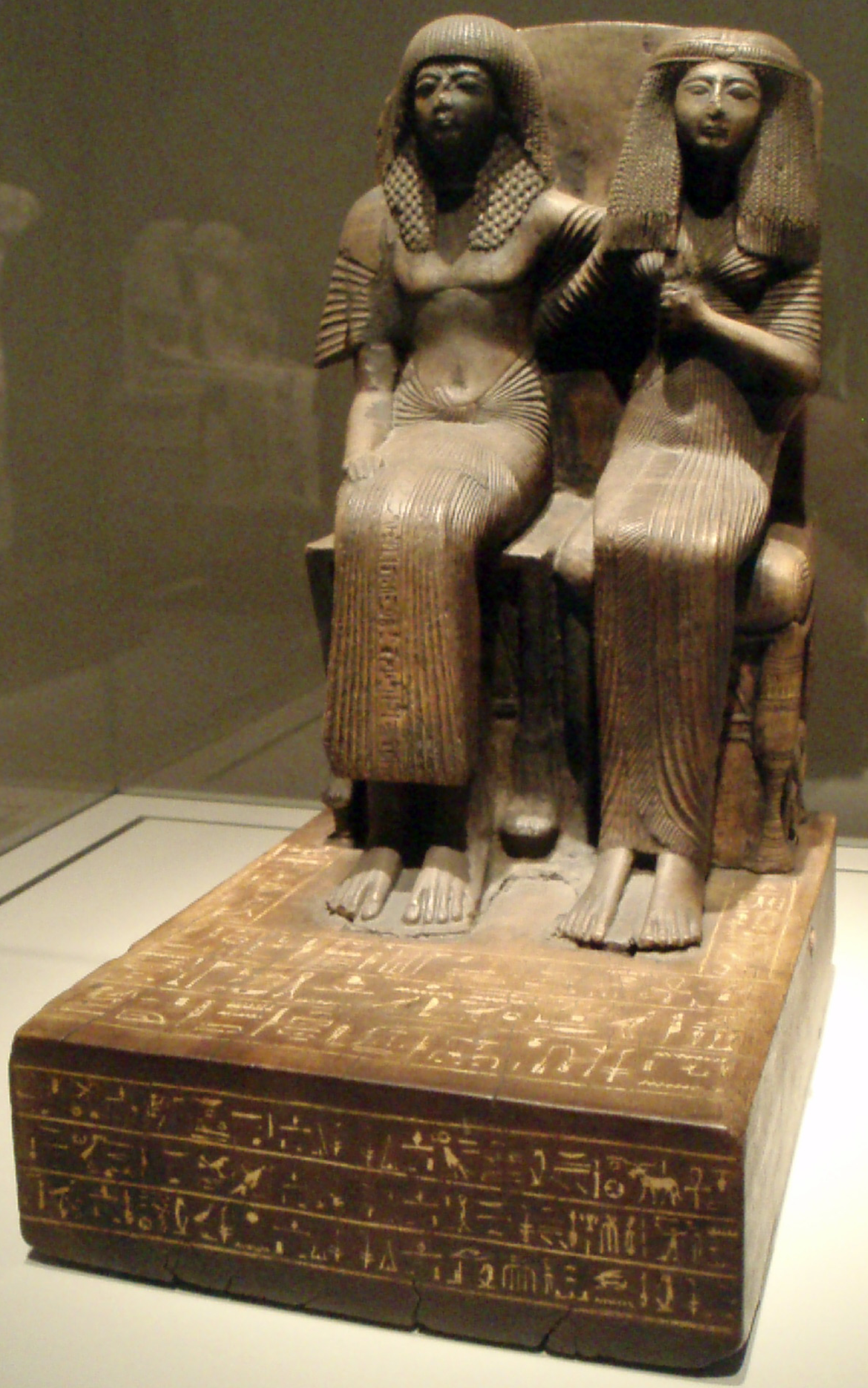
Amenopé et sa femme

Statue conservée au musée égyptologique de Berlin.

## Irânkhptah et Nyânkhhathor

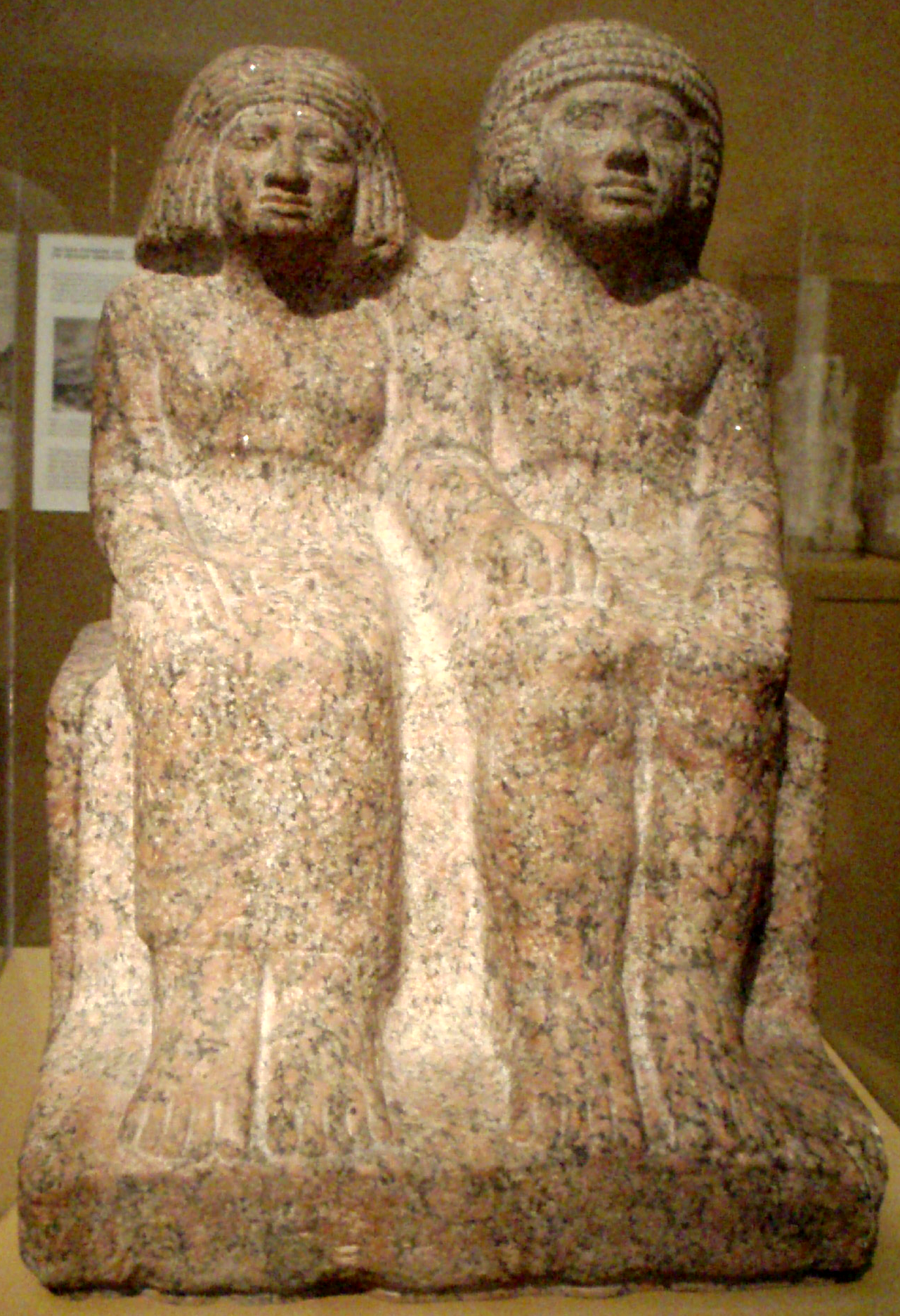
Irânkhptah et sa femme Nyânkhhathor

Datant de la IVe dynastie, cette statue en granit du couple Irânkhptah et sa femme Nyânkhhathor provient de la tombe G 1501 à Gizeh. Elle est actuellement au Museum of Fine Arts à Boston.

## Kahétep et Hétephérès
| D28 | R4 · X1 · Q3 | A1 |

| D28 | R4 · X1 · Q3 | A1 |

| D28 | R4 · X1 · Q3 | A1 |

| D28 | R4 · X1 · Q3 | A1 |

| R4 · X1 · Q3 | D2 · D21 | S29 |

| R4 · X1 · Q3 | D2 · D21 | S29 |

| R4 · X1 · Q3 | D2 · D21 | S29 |

| R4 · X1 · Q3 | D2 · D21 | S29 |

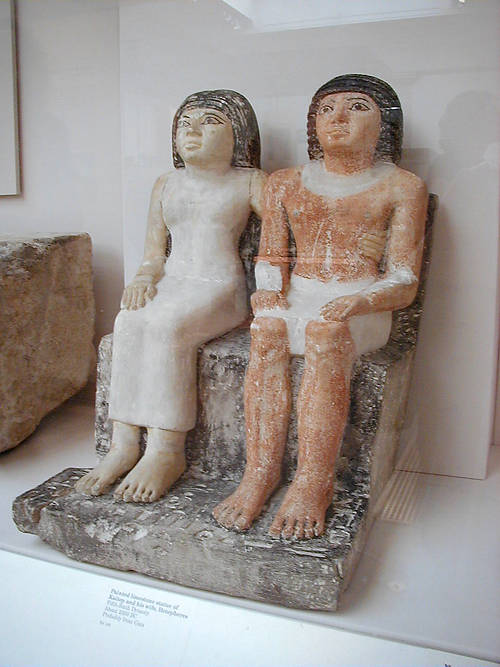
Kahétep et sa femme Hétephérès

Ce groupe statuaire est daté de la Ve ou VIe dynastie.

## Méryrê et Iniouia
| N5 | U7 | M17 | M17 |

| N5 | U7 | M17 | M17 |

| N5 | U7 | M17 | M17 |

| N5 | U7 | M17 | M17 |

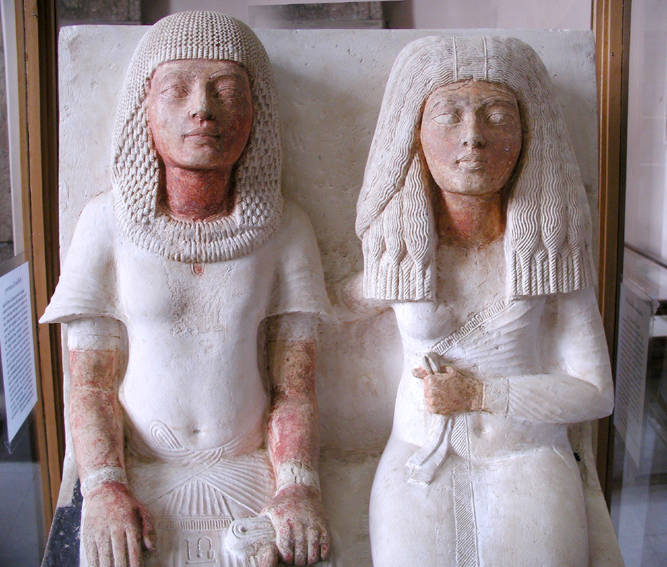
Méryrê et sa femme Iniouia

Cette sculpture découverte en 2001 représente le couple Méryrê et sa femme Iniouia qui vécurent durant la XVIIIe dynastie sous le règne d'Akhénaton ou de Toutânkhamon.

## Raherka et Mérésânkh
| N5 | D2 · Z1 | D28 |

| N5 | D2 · Z1 | D28 |

| N5 | D2 · Z1 | D28 |

| N5 | D2 · Z1 | D28 |

| mr | s | anx |

| mr | s | anx |

| mr | s | anx |

| mr | s | anx |

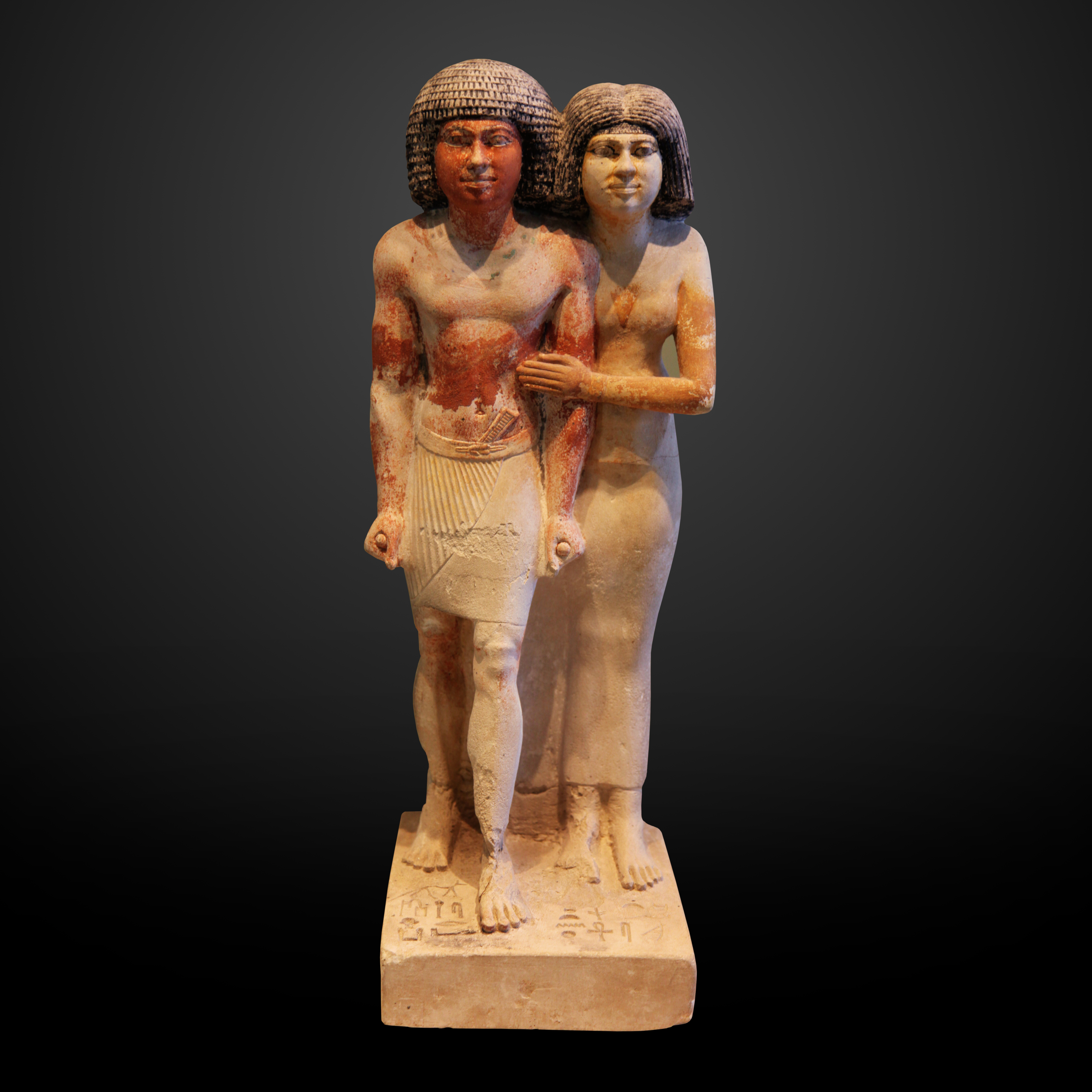
L'inspecteur des scribes Raherka et sa femme Mérésânkh

Le couple Raherka et Mérésânkh est fait en calcaire avec la présence de peinture.
Ce couple était placé dans la chapelle de leur tombe dans le but d’éterniser la survie du mort  et de recevoir les différentes offrandes données par les membres de la famille ou du prêtre. Sa fonction est donc funéraire.
Les époux sont placés debout, l’un à côté de l’autre ; leur posture est hiératique, raide. Les bras sont au long du corps (ce qui permet aux bras de ne pas casser). La femme a un geste tendre envers son mari, en effet elle le tient par l’épaule. Elle est un peu en retrait par rapport à lui ce qui montre une certaine légèreté ainsi que le statut social de la femme qui est moins important.
On montre aussi l’opposition entre le masculin et le féminin ; en effet le côté masculin est montré par la musculature de Raherka et la féminité est représentée par la légèreté de Mérésânkh. On peut voir aussi des restes de peinture, grâce à la bonne conservation de l’œuvre. Ils sont représentés jeunes.
La polychromie est conventionnelle dans cette œuvre car la peau de la femme est plus claire que celle de l’homme, l’on part du principe que l’homme travaille dehors et que la femme reste à l’intérieur. Les deux époux sont représentés jeunes, ils sont donc idéalisés, ce qui est courant car, selon les Égyptiens, l’âme du défunt restera jeune durant toute l’éternité. Les bras sont disposés le long du corps pour éviter que la statue ne se casse. La posture hiératique est aussi assez courantes des œuvres de l’Ancien Empire.

## Tjay et Naya
| G47 | D51 · D40 |

| G47 | D51 · D40 |

| G47 | D51 · D40 |

| G47 | D51 · D40 |

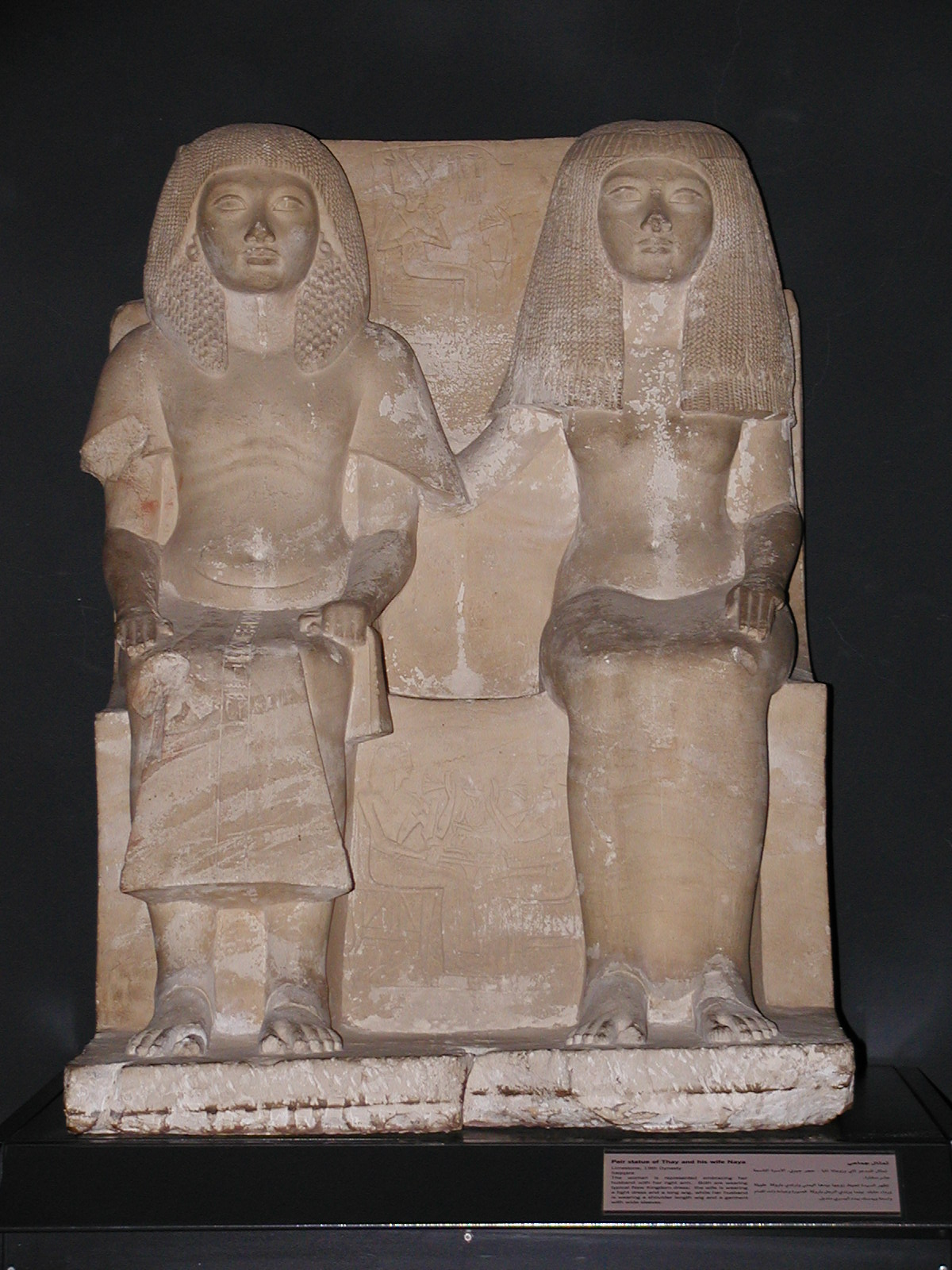
Tjay et sa femme Naya

Le couple Tjay et sa femme Naya a vécu sous la XIXe dynastie. Trouvée à Saqqarah, la statue est exposée au musée national d'Alexandrie.